# Trabajos de Arqueología Navarra
La revista Trabajos de Arqueología Navarra es una publicación navarra editada anualmente desde 1979 por el Gobierno de Navarra y enmarcada en la Institución Príncipe de Viana dedicada a la difusión de los trabajos de arqueología realizados en Navarra.

## Datos
La revista está clasificada dentro de la categoría  C de CIRC.